# Orizabus mcclevei
Orizabus mcclevei är en skalbaggsart som beskrevs av Robert Warner 2011. Orizabus mcclevei ingår i släktet Orizabus och familjen Dynastidae. Inga underarter finns listade i Catalogue of Life.